# دورية نحو الشرق (فلم)
دورية نحو الشرق، فيلم جزائري إنتاج عام 1971 عن الديوان الوطني للتجارة والصناعة السينماتوغرافية وإخراج الجزائري عمار العسكري وفيلم دورية نحو الشرق يتحدث عن دورية أثناء الثورة الجزائرية تنتقل في مهمة نحو الشرق الجزائري وما تلاقيه من مصاعب جمة.

## تاريخ
دورية نحو الشرق شاهد على ازدهار السينما الجزائرية
بفيلم جزائري يعود إلى سبعينيات القرن الماضي، احتفى مهرجان القرين الثقافي بالسينما العربية، التي كان لها نصيب من اهتمام المهرجان، عبر تخصيصه برنامجا خاصا للسينما الجزائرية، الذي يعود إنتاجه إلى سبعينيات القرن الماضي، الحقبة التي شهدت ازدهار السينما المغاربية عموما، والسينما الجزائرية على وجه الخصوص، وهو للمخرج الجزائري عمار العسكري، ومن إنتاج الديوان الوطني للتجارة والصناعة السيناتوغرافية، يعود إلى عصر الأبيض والأسود في السينما، ويسلط الضوء على أحداث ومواضيع، من خلال إحدى الدوريات، التي تذهب لإنجاز إحدى المهمات في الشرق الجزائري، إبان الثورة الجزائرية، ويصور الفيلم ما تواجهه هذه الدورية من مصاعب أثناء قيامها بمهمتها.
ورغم بساطة الإنتاج والإخراج، إلا أن الفيلم الحاصل على العديد من الجوائز والتقديرات من مهرجانات دولية ومحلية، كان مميزا ومعبرا، واستطاع أن ينقل الجمهور إلى أجواء الثورة الجزائرية، والأحداث الثرية التي مرت بها الجزائر.
ويذكر أن فيلم «دورية نحو الشرق» من بطولة عدد من نجوم السينما الجزائرية في سبعينيات القرن الماضي، ومنهم حسان بن زراري وعنتر هلال وإبراهيم حجاج ومحمد حاج والشيخ نور الدين ومحمد حميد وآخرون.

## الممثليين
- حسان بن زراري.
- عنتر هلال.
- إبراهيم حجاج (ممثل).
- محمد حاج إسماعين.
- محمد حميد
- الشيخ نورالدين
- صلاح الدين فوحان
- أحمد لوناس

## المدة
115 دقيقة